# Cynthia Harnett
Cynthia Mary Harnett (* 22. Juni 1893 in Kensington, London; † 25. Oktober 1981 in Hook, Hampshire) war eine britische Schriftstellerin.

## Leben
Cynthia Harnett war eine Absolventin der Chelsea School of Art (London). Anschließend begann ihre Zusammenarbeit mit ihrem Cousin, dem Maler George Vernon Stokes (1873–1954) und dauerte ihr ganzes Leben lang.
Die letzten Jahre ihres Lebens verbrachte Harnett im Seniorenstift „Maryfield Convent“ – geführt von den Dominican Sisters of Malta – in Hook, Hampshire. Sie starb im Alter von 88 Jahren in Hook und fand dort auch ihre letzte Ruhestätte.

## Werke
Belletristik
- Etwas ist faul im Krähenden Hahn („A load of unicorn“). Arena, Würzburg 1986, ISBN 3-401-01528-1  (früherer Titel Eine Ladung Einhorn verschwindet bzw. Der Schmuggler vom Krähenden Hahn).
- The great House. Penguin Books, Harmondsworth 1968 (Nachdr. d. Ausg. London 1949).
- Happy tramp. The story of a little girl and her old English sheep dog. Dent, London 1944.
- Die Lehrlingsprobe. Eine abenteuerliche Geschichte aus dem London des 15. Jahrhunderts („Ring out bow bells“). Verlag Freies Geistesleben, Stuttgart 1993, ISBN 3-7725-2010-3.
- Nicolas und die Wollschmuggler („The wool-pack“). Arena, Würzburg 1987, ISBN 3-401-01552-4.
- Das Zeichen im Feuer. Eine abenteuerliche Geschichte aus dem England Heinrich VI. („The writing on the hearth“). Verlag Freies Geistesleben, Stuttgart 1987, ISBN 3-7725-0899-5.

Sachbücher
- A 15th century wool merchant. University Press, Oxford 1966 (People of Britain's past).
- Getting to know dogs. Collins, London 1947.

## Auszeichnungen
- 1951: Carnegie Medal für The Woolpack